# Sermiligaaq
Sermiligaaq (antigament Sermiligâq) és un poble en la municipalitat de Sermersooq, en el sud-est de Groenlàndia. La seva població el gener de 2010 s'elevava fins als 222 habitants. En kalaallisut, Sermiligaaq significa 'el bell fiord glacial'.

## Transports
L'assentament és servit per l'heliport de Sermiligaaq.

## Població
La població de Sermiligaaq ha crescut lentament en les últimes dues dècades, a diferència dels assentaments veïns de Kuummiit i Kulusuk.